# Orin la proscrite
Pour plus de détails, voir Fiche technique et Distribution.
Orin la proscrite (はなれ瞽女おりん, Hanare goze Orin) est un film japonais réalisé par Masahiro Shinoda et sorti en 1977.

## Synopsis
Japon, vers 1900. Aveugle de naissance, la jeune Orin est abandonnée par sa mère à l'âge de six ans. Les habitants du village côtier d'Obama, dans la province de Wakasa la confient aux bons soins de Saito, le colporteur. Ce dernier emmène la fillette dans une maison de goze, une guilde de femmes aveugles, artistes itinérantes, soumises à des règles strictes de célibat. Orin grandit avec ces femmes, elle apprend le chant et le shamisen et devient à son tour une goze. Mais Orin, devenue une belle jeune femme, attire les convoitises, et elle est exclue de la maison de goze après avoir été violée.
Désormais proscrite, elle mène une vie d'errance, régulièrement abusée par les hommes, tout en recherchant leur compagnie pour tromper sa grande solitude. Elle fait un jour la rencontre de Senzo Tsurukawa, un vagabond qui décide de devenir son guide, il la protège mais refuse de coucher avec elle malgré son insistance. Senzo se lance dans la fabrication et la vente de geta pour sortir Orin de sa condition de musicienne errante. En société, ils se présentent comme frère et sœur.
Un jour de marché, Senzo est pris à partie par des yakuza locaux, son caractère bagarreur provoque son emprisonnement plusieurs jours durant par les autorités. Lorsqu'il sort enfin de prison et qu'il retrouve Orin, il comprend que l'entreprenant marchand Bessho, qui n'a cessé de tourner autour de la jeune femme, a abusé d'elle en son absence. Fou de rage, il part à sa poursuite et le tue. Les chemins d'Orin et de Senzo doivent se séparer à nouveau tandis que ce dernier est en fuite.
L'inspecteur de police Imanishi est chargé de l'enquête sur le meurtre de Bessho, il est bientôt rejoint par le lieutenant Torazo Hakamada qui soupçonne Senzo Tsurukawa d'être en réalité Heitarō Iwabuchi, un soldat déserteur qu'il recherche. Ne parvenant pas à retrouver le fuyard, ils remontent la piste d'Orin et retrouvent Teruyo, la maîtresse de la maison Satomi qui l'a formée en tant que goze. Cette dernière se souvient qu'Orin était originaire du village d'Obama.
Après une longue période d'errance, Orin et Senzo finissent par se retrouver au temple Zenkō-ji et deviennent amants. La décision du couple de se rendre dans le village natal d'Orin est fatale. Les autorités les ayant précédés, un indicateur reconnait leur signalement et les dénonce. Ils sont arrêtés et durement interrogés par le lieutenant Torazo Hakamada. Senzo finit par avouer le meurtre de Bessho et sa désertion de l'armée, pour sauver Orin de la torture. Libérée, Orin est désespérée, elle décide de revenir à la maison de goze Satomi mais elle la trouve abandonnée, Teruyo étant morte un mois auparavant. Elle retourne donc à sa vie d'errance et de solitude.
Lors d'une pause déjeuner un des ouvriers d'un chantier de tunnel aperçoit au loin une tache rouge au sommet d'un arbre au pied d'une falaise. La tache est un bout de tissu déchiré, battu par les vents, qui ressemble à un vêtement d'Orin. Aux pieds de l'arbre git un crâne blanc humain.

## Fiche technique
- Titre : Orin la proscrite[1]
- Titre alternatif : Orine, la proscrite[2]
- Titre original : はなれ瞽女おりん (Hanare goze Orin?)
- Titres anglais : Melody in Gray[3],[4] ; Ballad of Orin[4] ; Banished Orin[4]
- Réalisation : Masahiro Shinoda
- Scénario : Keiji Hasebe et Masahiro Shinoda, d'après le roman homonyme[5] de Tsutomu Minakami
- Photographie : Kazuo Miyagawa
- Montage : Sachiko Yamaji
- Musique : Tōru Takemitsu
- Décors : Kiyoshi Awazu
- Producteurs : Seikichi Iizumi et Kiyoshi Iwashita
- Sociétés de production : Hyōgen-sha et Tōhō
- Pays de production :  Japon
- Langue originale : japonais
- Format : couleur — 1,85:1 — 35 mm — son mono
- Genre : drame
- Durée : 117 minutes[6] (métrage : 3 239 m[6])
- Dates de sortie :
  - Japon : 19 novembre 1977[6]
  - États-Unis : septembre 1978[3]

## Distribution
- Shima Iwashita : Orin
- Yoshio Harada : Senzo Tsurukawa / Heitarō Iwabuchi
- Tomoko Naraoka : Teruyo, la maîtresse de la maison de goze Satomi
- Kirin Kiki : Tama Ichise, une goze proscrite
- Rie Yokoyama (ja) : Kaneko, une goze de la maison Satomi
- Toshiyuki Nishida (en) : Suketaro
- Jun Hamamura : Saito, un colporteur
- Tōru Abe : Bessho, un colporteur
- Shōichi Kuwayama (ja) : l'inspecteur Imanishi
- Kaoru Kobayashi : le lieutenant Torazo Hakamada
- Izumi Hara (ja) : la grand-mère d'une fillette aveugle
- Mansaku Fuwa (ja) : Kosugi
- Yoshi Katō : Isuke
- Taiji Tonoyama : un amant d'Orin
- Tomoko Jinbo : Tsugiko, une goze de la maison Satomi

## Autour du film
Orin la proscrite décrit avec un sens du détail non dénué d'esthétisme, la vie quotidienne errante et misérable de femmes au plus bas de l'échelle sociale au début du XXe siècle. Selon Tadao Satō, Masahiro Shinoda parvient dans cette belle œuvre à communiquer le sentiment de la vanité des choses.
Selon Donald Richie, la protagoniste de Orin la proscrite a un net air de famille avec les malheureuses héroïnes de Kenji Mizoguchi. Le film est photographié par Kazuo Miyagawa — qui a été le chef opérateur de Mizoguchi sur tous ses films des années 1950 — et est filmé de la même manière : de longs plans, des scènes lointaines et composées de manière esthétique, et des mouvements de caméra qui semblent conduire cette femme condamnée vers sa destruction finale.
Le film est sorti aux États-Unis sous le titre Melody in Gray en septembre 1978.

## Distinctions
Sauf indication contraire, les informations mentionnées dans cette section peuvent être confirmées par la base de données cinématographiques IMDb,  présente dans la section « Liens externes ».

### Récompenses
- 1977 : prix du meilleur réalisateur pour Masahiro Shinoda à l'Asia-Pacific Film Festival
- 1978 : prix de la meilleure actrice pour Shima Iwashita et de la meilleure photographie pour Kazuo Miyagawa à la Japan Academy Prize[9]
- 1977 : Hōchi Film Award de la meilleure actrice pour Shima Iwashita[10]
- 1978 : prix Blue Ribbon de la meilleure actrice pour Shima Iwashita[11]
- 1978 : prix Kinema Junpō de la meilleure actrice pour Shima Iwashita[12]
- 1978 : prix Mainichi de la meilleure actrice pour Shima Iwashita et prix Mainichi de la meilleure photographie pour Kazuo Miyagawa[13]

### Nominations
- 1978 : Orin la proscrite est nommé pour les prix du meilleur film, du meilleur réalisateur (Masahiro Shinoda), de la meilleure actrice dans un second rôle (Tomoko Naraoka), du meilleur scénario (Keiji Hasebe et Masahiro Shinoda) ainsi que de la meilleure musique (Tōru Takemitsu) à la Japan Academy Prize[9]